# Thomas Rosales Jr.
Thomas Rosales Jr. est un acteur et cascadeur américain né à El Paso (Texas, États-Unis) le 3 février 1948.

## Biographie
Né en 1948, Thomas Rosales Jr. se marie le 3 aout 1969 avec Charlene Jones à l'âge de 21 ans, mais il divorce à 35 ans, le 3 Juin 1983. Il se remarie avec Joyce Johnston avec laquelle il aura deux enfants.

## Filmographie sélective
- 1978 : Doux, Dur et Dingue
- 1980 : Le Chasseur
- 1981 : Les Faucons de la nuit
- 1982 : Appelez-moi Bruce ?
- 1983 : Tonnerre de feu
- 1984 : Le Retour de Max Dugan
- 1985 : Commando
- 1986 : Le contrat
- 1986 : Sans pitié
- 1987 : Extrême Préjudice
- 1987 : La bamba
- 1987 : Running Man
- 1989 : La Nuit du sérail (The Favorite) de Jack Smight
- 1990 : Double Jeu
- 1990 : RoboCop 2
- 1990 : Coups pour coups
- 1990 : Predator 2
- 1990 : Un flic à la maternelle
- 1991 : L'Arme parfaite
- 1991 : Un bon flic
- 1991 : Ricochet
- 1991 : Rush
- 1992 : Universal Soldier
- 1993 : Max, le meilleur ami de l'homme (Man's Best Friend)
- 1993 : Cavale sans issue
- 1994 : Y a-t-il un flic pour sauver Hollywood ?
- 1994 : Le Flic de Beverly Hills 3
- 1994 : Speed
- 1995 : Rêves de famille (My Family) de Gregory Nava
- 1995 : Heat de Michael Mann
- 1996 : Le Monde perdu : Jurassic Park
- 1997 : L.A. Confidential
- 1998 : U.S. Marshals
- 2002 : Mafia Blues 2 (Analyze That) : Le prisonnier qui tente de poignarder Robert De Niro
- 2002 : Men in Black 2 Un des passagers qui se fait flasher dans le métro au début
- 2003 : Hulk (film) : L'un des soldats dans la forêt amazonienne
- 2006 : Pirates des Caraïbes : Le Secret du coffre maudit : L'un des bagarreurs lors du recrutement à tortuga
- 2011 : The Green Hornet : Un des hommes de main de  Benjamin Chudnofsky, alias « Hémoglobinski » dans le combat final au journal

## Télévision
- 1988 : MacGyver (saison 3, épisode 15 "Les pollueurs") : Charles LaFond
- 1999 : X-Files : Aux frontières du réel (épisode Photo mortelle) : Malcolm Wiggins